# Cephalocousya nivicola
Cephalocousya nivicola är en skalbaggsart som först beskrevs av Thomson 1871.  Cephalocousya nivicola ingår i släktet Cephalocousya, och familjen kortvingar. Arten är reproducerande i Sverige.